# Octavia Carlén
Maria Octavia Carlén, född den 22 november 1828 i Skara, död den 30 januari 1881 i Stockholm, var en svensk författarinna. Hon använde signaturerna: O—a C—n, O—a, O. C—n, Octavia C. och Octavia C—n.
Octavia Carléns föräldrar var kronofogden assessor Karl Gabriel Carlén och Maria Mathesius och hon hade tre syskon: Johan Gabriel Carlén, Richard Carlén och Christina Carlén. Hon gifte sig inte och bodde hela sitt vuxna liv i Stockholm. Under 1860- och 1870-talet drev hon ett lånebibliotek tillsammans med systern Christina.
Octavia Carlén var mycket produktiv som författare. Hon skrev historiska spänningsromaner utan större konstnärliga anspråk samt resebeskrivningar och annan populärvetenskap.

### Skönlitteratur
- Ny och nedan, poemer och noveller. [S.l.]: Förf. 1859. Libris 2488480
- Birger Ulfssons löfte : historisk-romantisk berättelse från konungarne Johan III:s och Sigismunds tid. Svenskt original-bibliothek ; 3. Stockholm: J.L. Brudin. 1860. Libris 3198391
- Fem noveller. Skönlitteratur i original, 99-1838926-5 ; 6. Stockholm: Flodin. 1861. Libris 1975694
- Kung Eriks gästabud historisk berättelse. Göteborg: C.F. Arwidsson. 1863. Libris 1981797
- Skiftande blad : saml. poemer och noveller : h. 1. Stockholm. 1877. Libris 1982233
- Kärlek och pligt : historisk-romantisk berättelse. Stockholm: K. Gustafsson. 1879. Libris 1596130
- Poemer och noveller. Stockholm: K. Gustafsson. 1879. Libris 1596131
- Birger Ulfssons löfte : hist. roman. Engelholm: J. P. Killberg. 1880. Libris 1596124
- Hjeltemod och ädelmod : episod från skånska fälttåget. Nytt novell-bibliotek. [Ser. 1] ; 17. Stockholm: K. Gustafsson. 1880. Libris 3196928
- Ring och boja : historisk-romantisk berättelse. Nytt novell-bibliotek. [Ser. 1] ; 16. Stockholm: K. Gustafsson. 1880. Libris 3199446
- Torneringen : historisk-romantisk teckning. Stockholm: K. Gustafsson. 1880. Libris 3199466
- På villovägar : berättelse. Stockholm: K. Gustafsson. 1881. Libris 22106643. http://hdl.handle.net/2077/54625
- Alf den starke. Fosterländskt bibliotek ; 5. Stockholm: K. Gustafsson. 1883. Libris 1595633

### Varia
- Anteckningar öfver Kongl. lifrustkammarens och Kongl. klädkammarens samlingar. Stockholm: J. L. Brundins förl. 1859. Libris 1976055
- Drottningholm : dess historia, samlingar och närmaste omgifningar : anteckningar. Stockholm: Brudin. 1861. Libris 232520. https://runeberg.org/drottningh/
- Gotland och dess fornminnen : anteckningar rörande öns historia, folksägner, språk, seder och bruk samt minnesmärken. Stockholm. 1862. Libris 1594642
- Gripsholm : dess historia, samlingar och närmaste omgifningar. Stockholm: Brudin. 1862. Libris 1976065
- Ulriksdal, dess historia, samlingar och närmaste omgifningar : anteckningar. Stockholm: Brudin. 1863. Libris 1345122
- Porträttsamlingen på Gripsholm jemte slottets historia : kort sammandrag. Stockholm. 1864. Libris 1976070
- Stockholms kyrkor och deras historiska minnen : anteckningar. Stockholm. 1864. Libris 1594646
- Carl XIII:s torg förr och nu : anteckning. Stockholm: Förf. 1866. Libris 10598212. http://www.stockholmskallan.se/Soksida/Post/?nid=8232
- Nyaste beskrifn. öfver Stockholm och dess omgifningar. Stockholm: H. Pettersson. 1866. Libris 1579168
- Stockholms slott och dess historiska minnen : anteckningar. Stockholm: Bonniers. 1866. Libris 1564654
- Nyaste beskrifning öfver Kongliga Djurgården vid Stockholm. Stockholm: Förf. 1867. Libris 1579167
- Göteborg : beskrifning öfver staden och dess närmaste omgifningar : ny handbok för resande. Stockholm: Rediviva. 1970[1869]. Libris 853349. https://runeberg.org/cogoteborg/
- Svenska konungadöttrars förmälning. Öreskrifter för folket ; 40 (2 uppl.). Stockholm: Alb. Bonnier. 1869. Libris 1586187
- Svenska slott. Öreskrifter för folket ; 39. Stockholm: Alb. Bonnier. 1869. Libris 1586186
- Sko slott och samlingar anteckningar. Stockholm: Askerberg. 1870. Libris 1579170
- Gripsholm beskrifning. Stockholm. 1871. Libris 2589272
- Strengnäs och Olivehäll : beskrifning. Stockholm: Förf. 1871. Libris 1579173
- Tullgarns slott och Hölö socken : beskrifning. Stockholm: C. G. Carlson. 1871. Libris 1579174
- Upsala : beskrifning. Stockholm: Svensson. 1877. Libris 2229646
- Örnen och halfmånen : några hist. och geogr. upplysningar om Ryssland och Turkiet. Engelh.: J. P. Killberg & Son. 1877. Libris 1596139
- Julen : dess plägseder och minnen. Engelholm: J. P. Killberg. 1877. Libris 1596129
- Skokloster. Engelh.: J. P. Killberg & Son. 1877. Libris 1596134
- Tyresö gods och slott : beskrifning. Stockholm: J. W. Svensson. 1877. Libris 1596136
- Upsala. Engelh.: J. P. Killberg & Son. 1877. Libris 1596137
- Riddarholms-kykans historia och märkvärdigheter antecknade. Stockholm: Bonnier. 1878. Libris 11331076. https://runeberg.org/riddarholm/
- Tullgarns slott : dess historia och samlingar. Öreskrifter för folket, 99-1474700-0 ; 91. Stockholm: Bonnier. 1878. Libris 1601968
- Waxholm, Oscar Fredriksborg och Rydboholm. Stockholm: F. & G. Beijer. 1879. Libris 1596138
- Nordens "Jeanne d'Arc". [Stockholm]: [K. Gustafsson]. 1880. Libris 20914325. http://hdl.handle.net/2077/53256